# Cardiophorus belonis
Cardiophorus belonis là một loài bọ cánh cứng trong họ Elateridae. Loài này được Desbrochers des Loges miêu tả khoa học năm 1870.